# Walter Schwagenscheidt

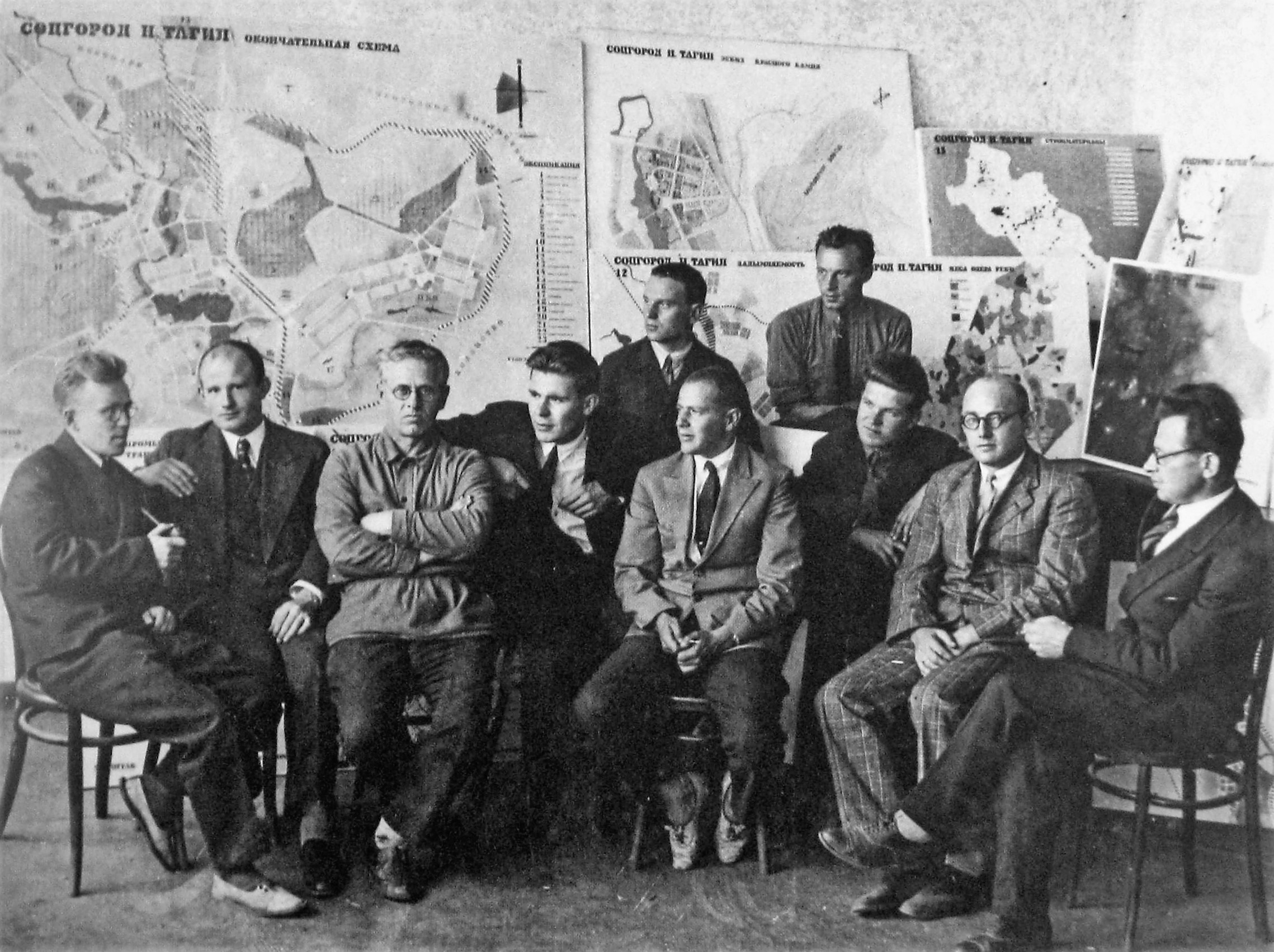
Die „Brigade May“ in der Sowjetunion (1931)

Walter Schwagenscheidt (* 23. Januar 1886 in Elberfeld; † 16. Januar 1968 in Kronberg im Taunus) war ein deutscher Architekt und Städteplaner aus dem Umfeld des Neuen Frankfurt.

## Leben
Walter Schwagenscheidt absolvierte eine Bautechnikerlehre, ehe er mit dem Architekturstudium an der Kunstgewerbeschule in Düsseldorf begann. Teile seines Studiums verbrachte er auch an den Technischen Hochschulen in Stuttgart und München.
Anfang der 1920er Jahre entwickelte er sein Raumstadt-Konzept, als er noch im Planungsbüro von Theodor Veil mitarbeitete und Assistent an dessen Lehrstuhl an der RWTH Aachen war. Ende der 1920er Jahre war er Mitarbeiter von Ernst May in Frankfurt am Main und ab 1927 unterrichtete er an den Technischen Lehranstalten in Offenbach (heutige HfG Offenbach).
Mit Mays Gruppe ging Schwagenscheidt 1930 bis 1933 in die Sowjetunion. Dort stellte er u. a. mit Ernst May 1931 den Generalbebauungsplan für Ščeglovsk (Sibirien) und 1931–1933 den Generalbebauungsplan für Magnitogorsk auf. Mit Kurt Liebknecht beteiligte er sich am internationalen Wettbewerb für die Bebauung des linken Schelde-Ufers in Antwerpen. Da die Architektur der Neuen Sachlichkeit in der Sowjetunion keinen Anklang fand und als formalistisch abgelehnt wurde, kehrte die Mehrzahl der Mitglieder der Gruppe wieder nach Deutschland zurück. Schwagenscheidt ließ sich 1934 in Kronberg im Taunus nieder und lebte bescheiden von Aufträgen für kleine Wohnhäuser und Umbauten.
In den frühen 1950er Jahren war Schwagenscheidt wieder als Dozent im Fachbereich Architektur an der Werkkunstschule, der heutigen Hochschule für Gestaltung in Offenbach am Main tätig. Ab 1952 betrieb er ein Architekturbüro mit Tassilo Sittmann.

## Städtebau

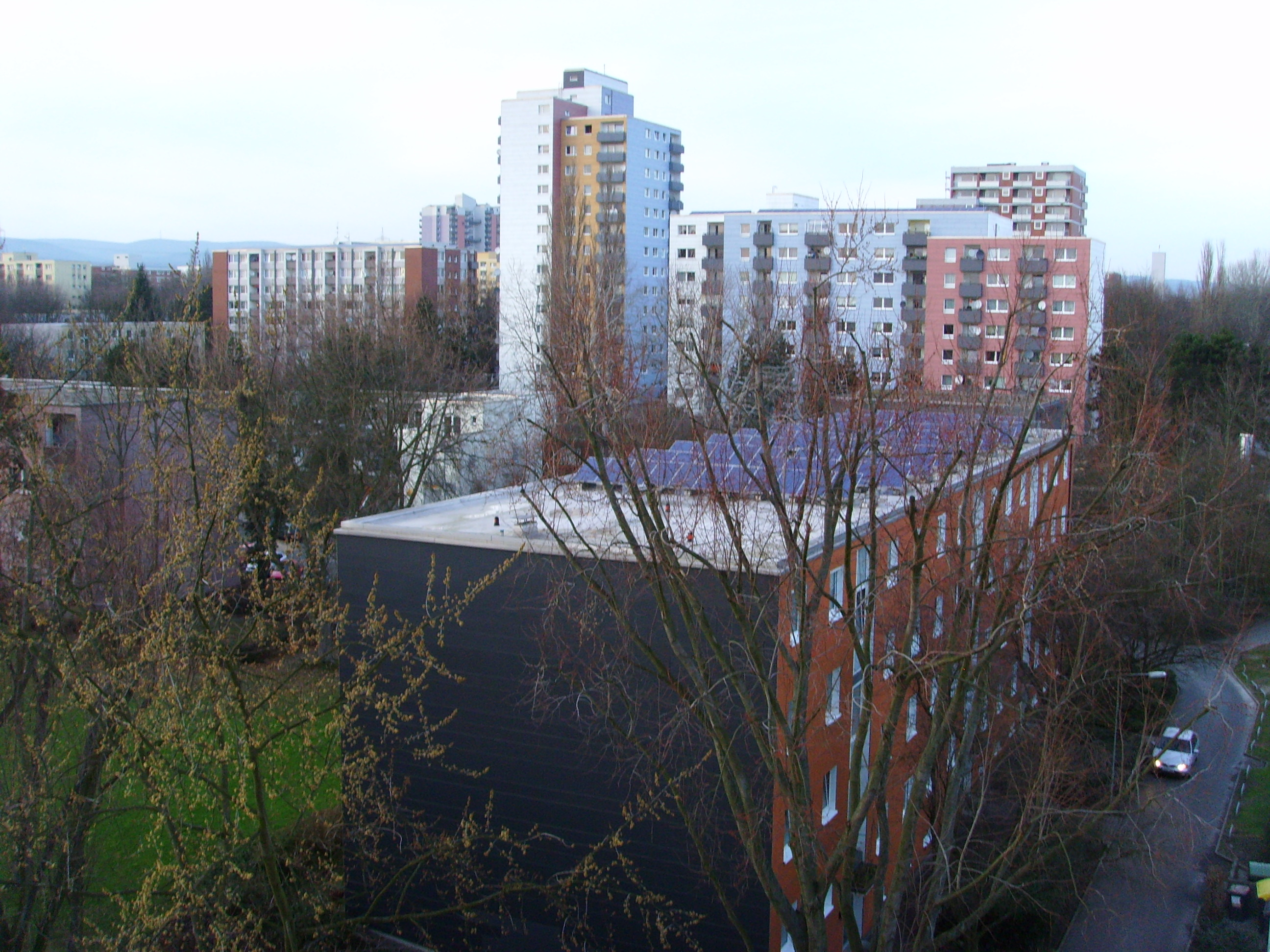
Nordweststadt Frankfurt

1959 nahmen Schwagenscheidt und Sittmann am städtebaulichen Wettbewerb zur Frankfurter Nordweststadt teil und erreichten den 3. Platz. Da dieser Entwurf am besten den Vorstellungen des Planungsdezernenten Hans Kampffmeyer entsprach, wurde er zur Realisierung ausgewählt. Die Architekten konnten jedoch in der Nordweststadt nicht alle ihre Ideen aus der Konzeption einer Raumstadt umsetzen, so wurden statt ihrer Gebäudeentwürfe größtenteils Standardhäuser der beteiligten, damals noch gemeinnützigen Wohnungsbaugesellschaften gebaut. Der Grundriss der Nordweststadt entspricht jedoch fast vollständig ihrem städtebaulichen Entwurf. Die lockere räumliche Anordnung der Häuser in parkähnlichen Grünanlagen mit einem zum Autoverkehr kreuzungsfreien Fußwegenetz sowie die äußere Verkehrserschließung der Nordweststadt sind Walter Schwagenscheidt und Tassilo Sittmann zuzuschreiben. Auch die dortige Cantate-Domino-Kirche wurde von ihm zusammen mit Sittmann geplant.

## Bauten

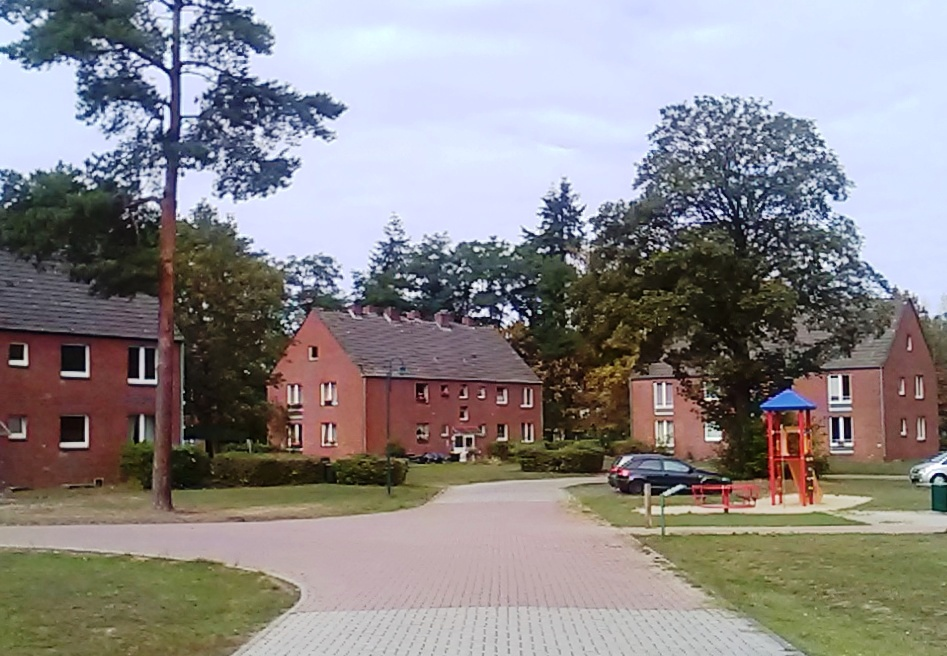
Siedlung Fassberg

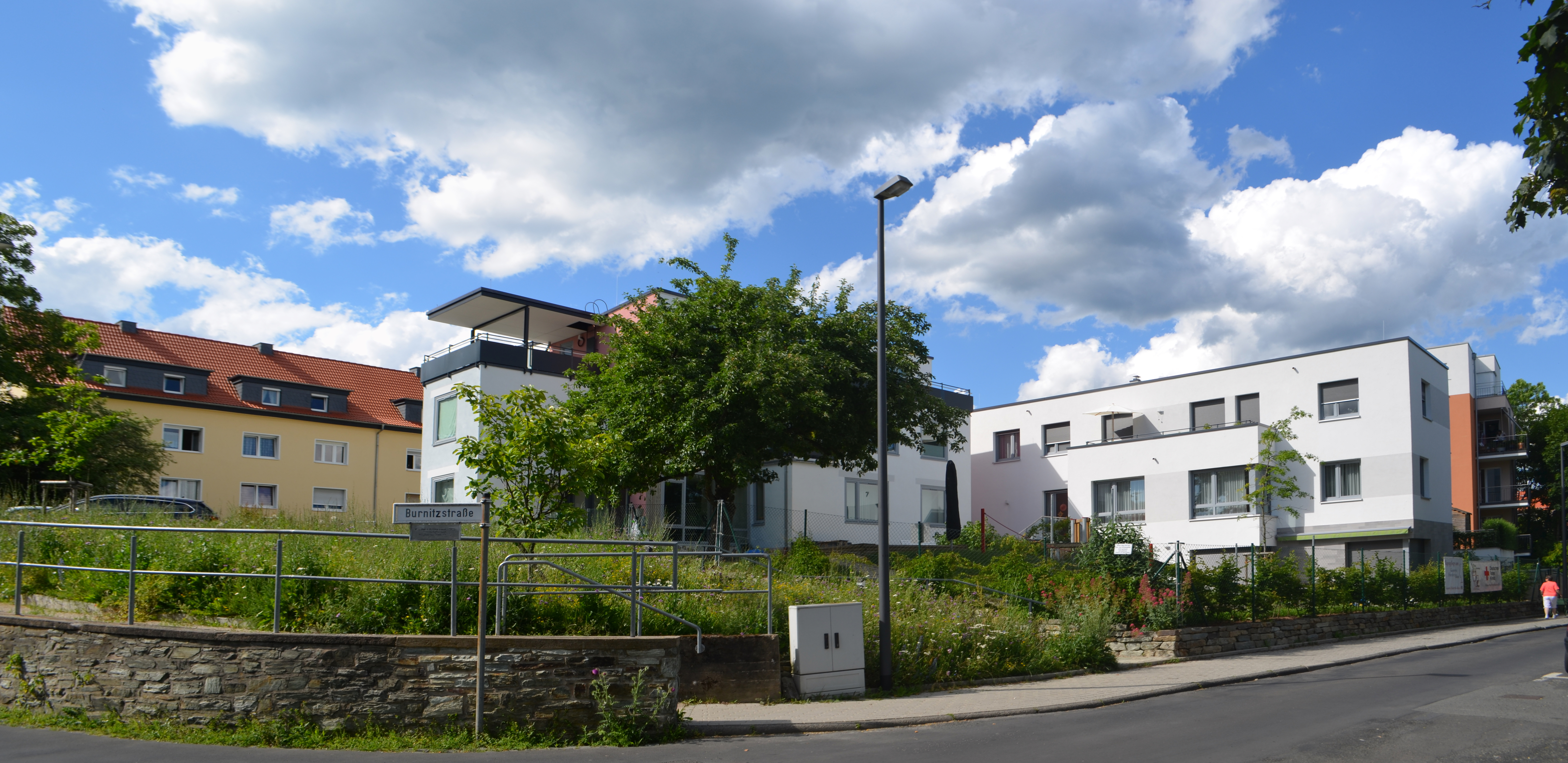
Schwesternhaus

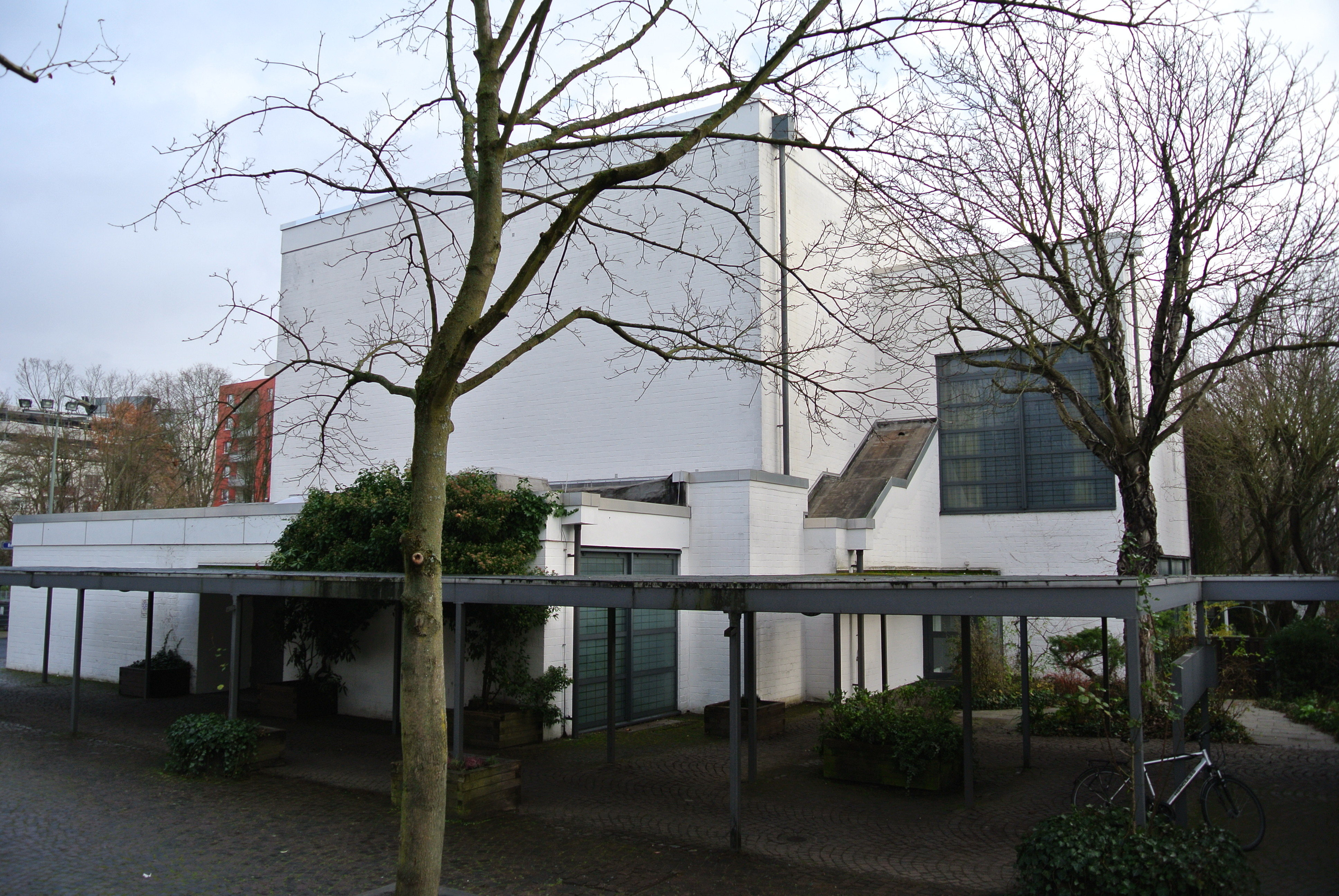
Cantate-Domino-Kirche

- 1954: Wohnhaus Franz Westhoff in Mammolshain[4]
- 1958 – 1959: Schwesternhaus in Kronberg im Taunus[5] ⊙
- 1959 – 1961: Mehrfamilienhaussiedlung in Faßberg ⊙
- 1961: Arzthaus in Gersfeld (Rhön)[6] ⊙
- 1963 – 1966: Cantate-Domino-Kirche ⊙
- vor 1966: Haus der Jugend in Odersbach[5] ⊙

## Ehrungen
- 1960: Eduard von der Heydt-Kulturpreis der Stadt Wuppertal[7]
- 1966: Ehrendoktorwürde der Technischen Hochschule Darmstadt
- 1966: Ehrenplakette der Stadt Frankfurt am Main
- 1966: Großes Verdienstkreuz der Bundesrepublik Deutschland
- In Kronberg sind die Walter-Schwagenscheidt-Straße und das Walter-Schwagenscheidt-Haus nach ihm benannt

## Veröffentlichungen
- Die Raumstadt. Hausbau und Städtebau für jung und alt, für Laien und was sich Fachleute nennt. Skizzen mit Randbemerkungen zu einem verworrenen Thema. Lambert Schneider, Heidelberg 1949. Nachdruck: Bauhaus-Universität, Weimar 2001.
- Ein Mensch wandert durch die Stadt. Müller-Wellborn, Bad Godesberg-Mehlem 1957
- Die Nordweststadt. Idee und Gestaltung. Karl Krämer Verlag, Stuttgart 1964